# Svarthausane
Die Svarthausane (norwegisch für Schwarzfelsen) sind eine Gruppe von Kliffs im ostantarktischen Königin-Maud-Land. Im Wohlthatmassiv bilden sie das nordöstliche Ende der Südlichen Petermannkette und werden vom Zhil’naya Mountain überragt.
Entdeckt und kartiert wurden sie bei der Deutschen Antarktischen Expedition 1938/39 unter der Leitung des Polarforschers Alfred Ritscher. Teilnehmer der Dritten Norwegischen Antarktisexpedition (1956–1960) nahmen anhand eigener Vermessungen und mithilfe von Luftaufnahmen eine neuerliche Kartierung vor und gaben der Formation ihren deskriptiven Namen.